# قلوب الجرحى (مسلسل)
قلوب الجرحى (بالبرتغالية: Corações Feridos‏) هو تيلينوفيلا برازيلية من تأليف إيريس أبرافانيل وبطولة عددٍ منَ الممثلين بما في ذلك فلافيو توليزاني، باتريشيا باروس، فيكتور بيكورارو، رونالدو أوليفا، ميلينا فيراري، إلين ميكيلي، ليفيا أندرادي وسينثيا فالابيلا. عرض على قناة إس بي تي في 16 يناير إلى 23 مايو 2012.

## طاقم العمل
- فلافيو توليزاني بدور إدواردو سوتيلي[2]
- باتريشيا باروس بدور أماندا ألميدا فاريلا[3]
- فيكتور بيكورارو بدور فيتور ألميدا فاريلا[4]
- رونالدو أوليفا بدور فلافيو سوزا[5]
- ميلينا فيراري بدور بريسيلا لانكاسترو[6]
- إلين ميكيلي بدور إلواسا غونسالفيس[7]
- ليفيا أندرادي بدور جاناينا كوريا[8]
- سينثيا فالابيلا بدور ألين ألميدا فاريلا[9]